# Panzerjäger I

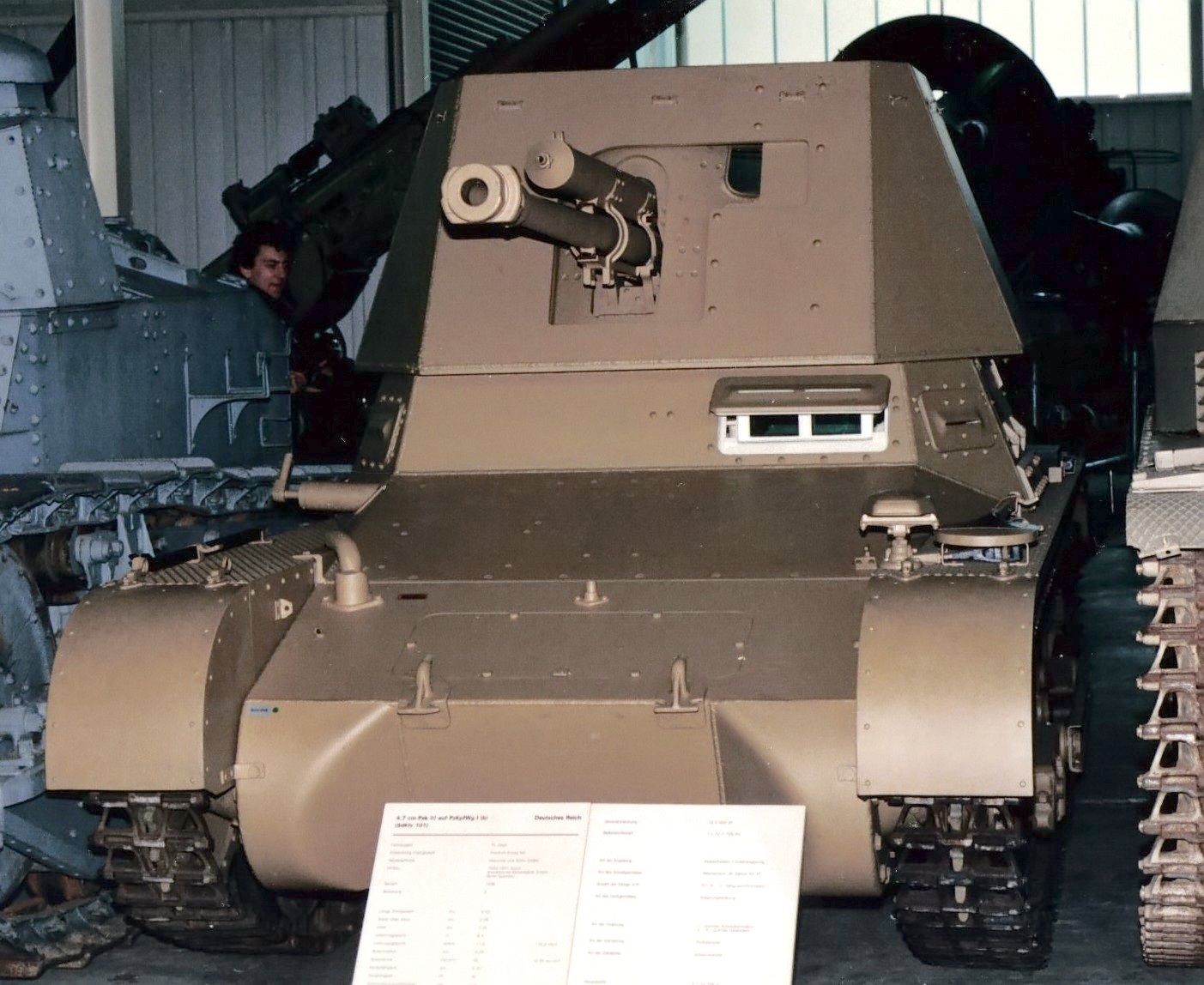
Panzerjäger I a koblenzi hadtörténeti múzeumban

A Panzerjäger I-es (SdKfz 101) Németország hadseregének első páncélvadász harcjárműve volt, 1941-től egészen 1944 közepéig teljesített szolgálatot. A jármű a német gyártású PzKpfw I-es harckocsi alváza és a cseh 47 mm-es páncéltörő ágyú kombinációja.

## Tervezés
A Panzerkampfwagen I könnyű harckocsit 1933-as elkészülésekor kiképző feladatokra szánták. A második világháború kitörését követően az égető harckocsihiány szükségessé tette a változat harci alkalmazását. De mivel a típus semmilyen szempontból nem felelt meg a követelményeknek, 1941-ben kivonták a szolgálatból. Az így felszabaduló nagyszámú harckocsialvázat pazarlás lett volna kiselejtezni, tehát megpróbáltak alternatív felhasználási módokat keresni a jármű számára. Ennek eredményeképpen számos olyan jármű született, mint például a Bison I, Flakpanzer I és a Panzerjäger I.
A Panzerjäger I-es volt a Wehrmacht első páncélvadásza, amelyet számos más típus követett. A jármű első példánya 1940 márciusában készült el a berlini Alkett cég gyárában. Később a Daimler-Benz és a Škoda cégek is bekapcsolódtak előállításába. A gyártás 1941 februári leállításáig 202 darab Panzerkampfwagen I-et alakítottak át oly módon, hogy a torony helyére egy 47 mm-es Pak 36(t) löveget szereltek, amit 15 mm-es lövegpajzzsal is elláttak. Néhány példányt a csehszlovák lövegek elfogyását követően 37 mm-es PaK 35/36-os löveggel szereltek fel.
|             | Elöl                  | Oldal                 | Hátul               | Felül/Alul     |
| Lövegpajzs  | 14,5 mm (0,57 in)/27° | 14,5 mm (0,57 in)/27° | nincs               | nincs          |
| Felépítmény | 13 mm (0,51 in)/22°   | 13 mm (0,51 in)/12°   | 13 mm (0,51 in)/0°  | 6 mm (0,24 in) |
| Test        | 13 mm (0,51 in)/27°   | 13 mm (0,51 in)/0°    | 13 mm (0,51 in)/17° | 6 mm (0,24 in) |

## Alkalmazás
A Panzerjäger I páncélosokat a Wehrmacht különböző önálló páncélvadász zászlóaljaihoz osztották be. Szinte valamennyi hadszíntéren megfordult, Franciaország lerohanásától kezdve Észak-Afrikán át a Barbarossa hadműveletig. Összességében viszont a típus sikertelennek mondható, ennek elsősorban gyenge páncélvédettsége és csekély tűzereje az oka. A páncélvadászok új generációjának megjelenésével folyamatosan kivonták a frontszolgálatból, de a megszállt területeken továbbra is alkalmas volt rendvédelmi feladatok ellátására.

## Galéria

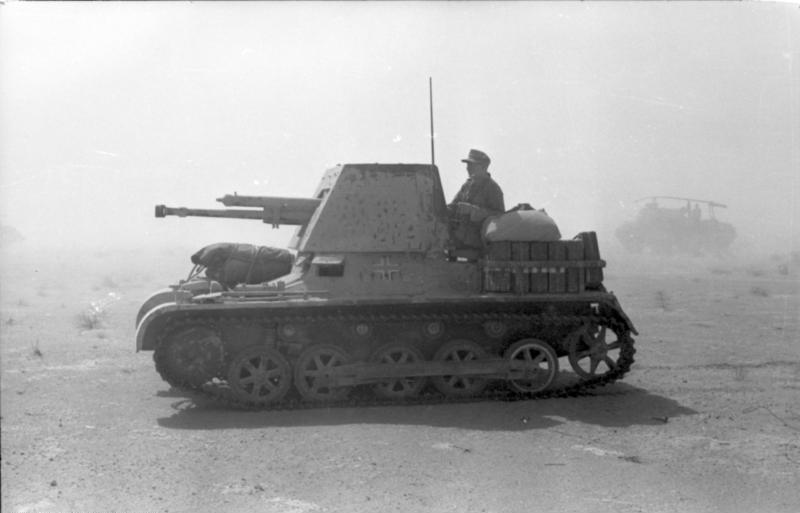
Panzerjäger I Észak-Afrikába a Panzerjäger 605-ös divízió kötelékében Líbiában (1941 március).
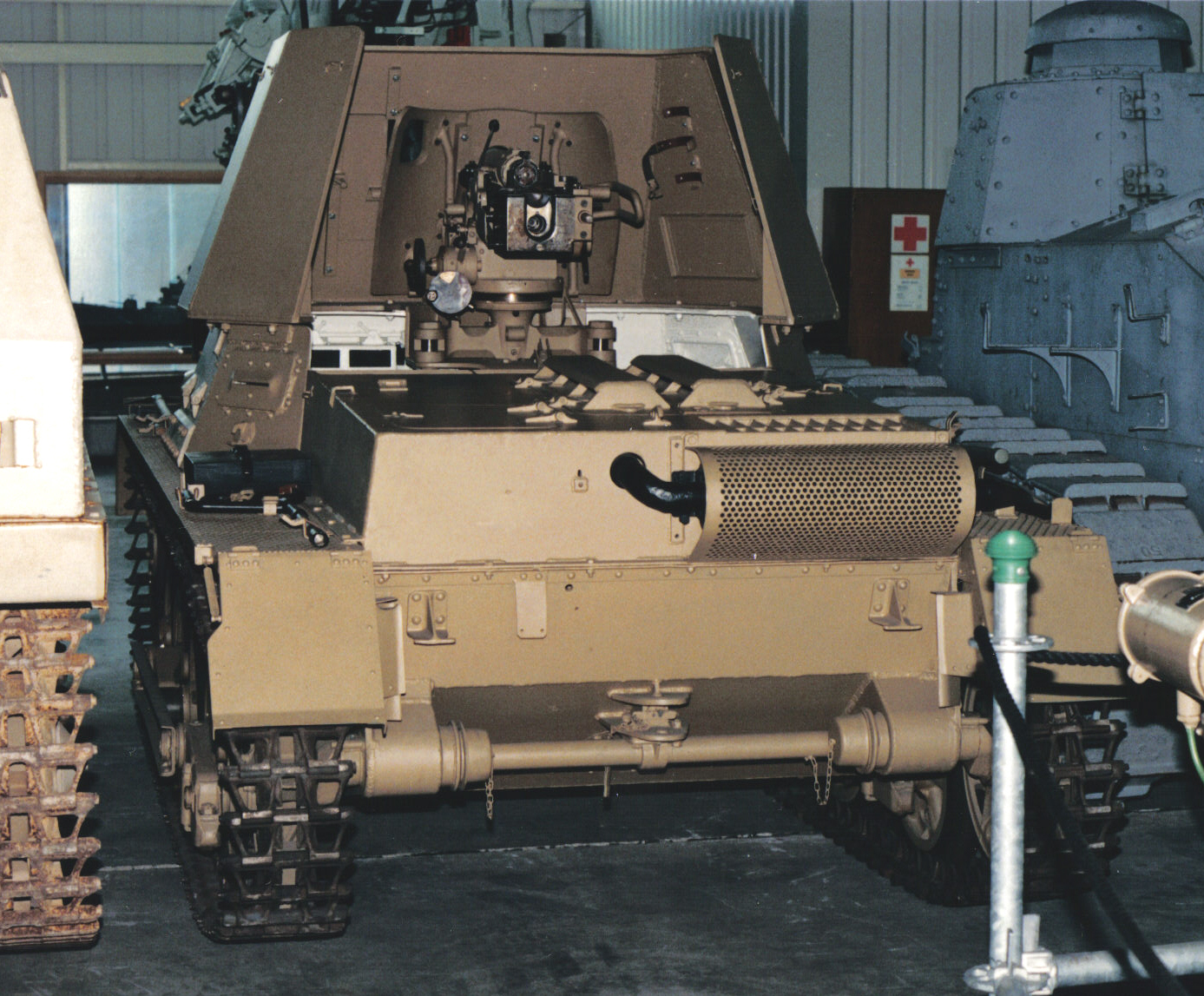
Panzerjäger I hátulról

## Lásd még
- SZU–76
- Marder I
- Semovente 47/32